# يوم المعرفة

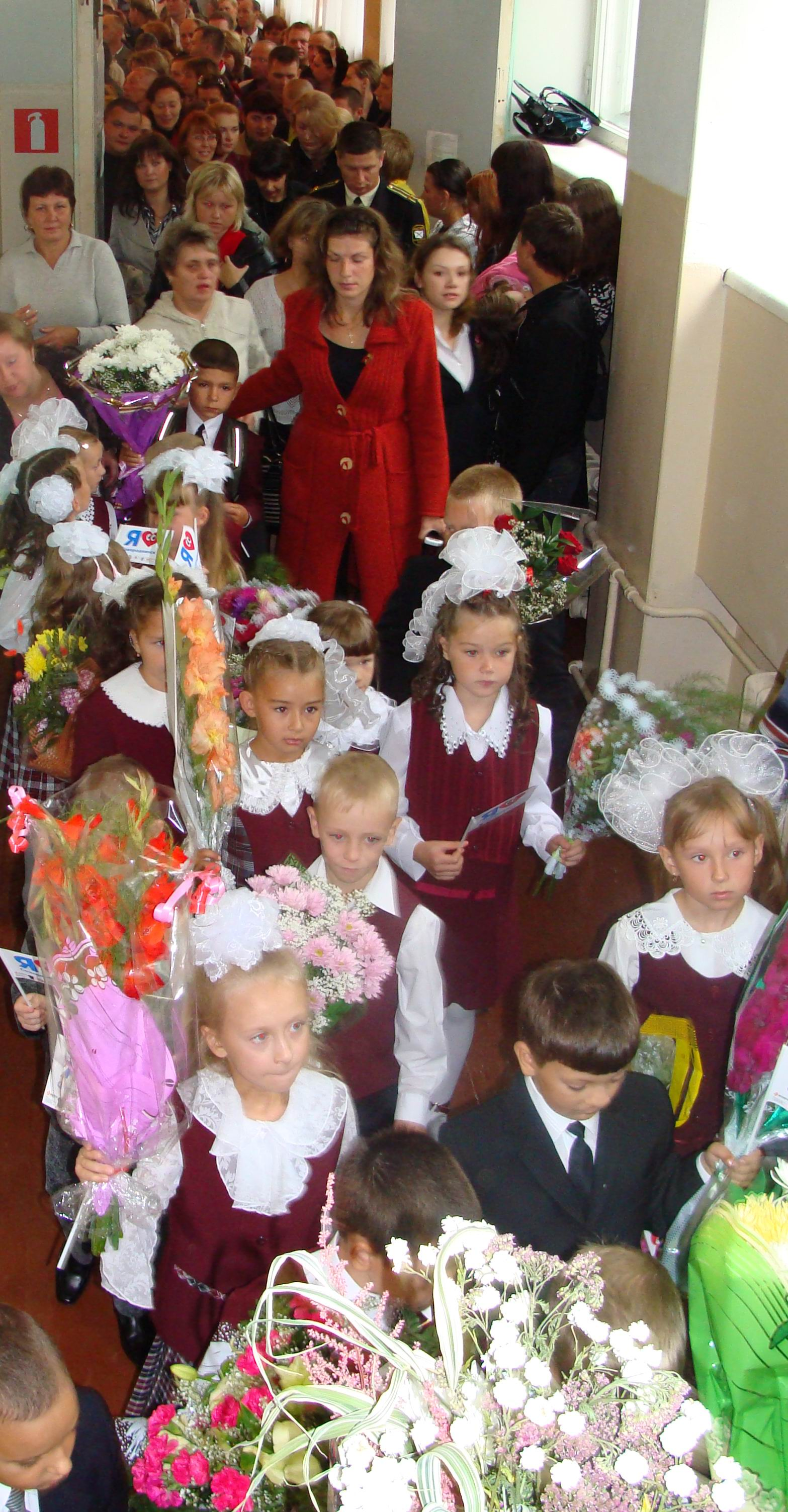

تحتفل روسيا في الأول من سبتمبر من كل عام بيوم المعرفة (بالروسية:  День Знаний)، وهو اليوم الذي يبدأ فيه عادة العام الدراسي في روسيا وعدة الجمهوريات السوفيتية السابقة. يمثل هذا اليوم أيضًا نهاية فصل الصيف وبداية فصل الخريف. 

لهذا اليوم أهمية خاصة لدى طلاب الصف الأول القادمين إلى المدرسة للمرة الأولى. في هذا اليوم يشارك هؤلاء الطلاب في طابور احتفالي؛ ويتضمن اليوم أيضًا الجرس الأول (بالروسية: Первый Звонок) حيث تحمل طالبة من الصف الأول على أكتاف طالب من الصف الثاني عشر، ويدوران في أرجاء المدرسة، وتدق الفتاة الجرس الأول للعام الدراسي. يبدأ الطلاب في صفوف أخرى الدراسة في يوم الأول من سبتمبر أو بعده بأيام قلائل، بدون احتفالات خاصة عادة.
للأول من سبتمبر رمزية ثقافية في العالم المتحدث بالروسية، حيث يعترف به كيوم لبدء العام الدراسي. على سبيل المثال، هناك شعار مقفى يقول أن الأول من سبتمبر هو يوم «أحمر» في رزنامة التقويم. حيث تعني عبارة «يوم أحمر» أنه يوم خاص.
هناك أيضًا «يوم جرس المدرسة الأخير» في نهاية العام الدراسي.
يعتبر هذا اليوم مناسبة لتذكر أحداث وضحايا أزمة رهائن مدرسة بسلان، حيث تبدأ الدراسة في الخامس من الشهر، إذ يقيم الأهالي حدادًا على أرواح الضحايا لمدة أربعة أيام.